# Tirap (huyện)
Huyện Tirap là một huyện thuộc bang Arunachal Pradesh, Ấn Độ. Thủ phủ huyện Tirap đóng ở Khonsa. Huyện Tirap có diện tích 2362 ki lô mét vuông. Đến thời điểm năm 2001, huyện Tirap có dân số 100227 người.